# Gudrun Theuerkauff
Gudrun Theuerkauff (nacida como Gudrun Vorbrich, Szczecin, 8 de abril de 1937) es una deportista alemana que compitió para la RFA en esgrima, especialista en la modalidad de florete. Participó en cuatro Juegos Olímpicos de Verano entre los años 1960 y 1972, obteniendo una medalla de bronce en Tokio 1964 en la prueba por equipos.

## Palmarés internacional
| Representando al Equipo Alemán Unificado |               |                   |                     |
| Juegos Olímpicos                         |               |                   |                     |
| Año                                      | Lugar         | Medalla           | Prueba              |
| 1964                                     | Tokio (Japón) | Medalla de bronce | Florete por equipos |